# Gargantua (gorille)
Pour le personnage de Rabelais, voir Gargantua.
Gargantua (1929-1949) était un Gorille des plaines de l'Ouest, en captivité, qui fut célèbre de son vivant. En effet, il sauva le cirque Ringling Bros. and Barnum & Bailey Circus de la banqueroute. Une cicatrice due à de l'acide donnait à Gargantua une expression intimidante et menaçante, ce que le cirque utilisa à travers ses publicités pour attirer l'attention, mettant l'accent sur sa prétendue haine de l'Homme. Il était également mis en avant comme étant le plus grand gorille en captivité.
Gargantua a été capturé dans un élevage en Afrique, et fut connu pendant des années sous le nom de "Buddy". Après avoir été vendu aux Frères Ringling par sa précédente maitresse, Gertrude Lintz, on a changé son nom pour celui du personnage littéraire Gargantua, à cause de sa taille immense (dans la littérature, Gargantua était un géant), mais aussi parce que ce nom donnait un effet plus effrayant.
Il eut une "partenaire" qui s’appelait Toto, mais apparemment personne ne s’intéressait à elle. Pourtant, sur les affiches du cirque, elle apparaissait sous le nom de "Mrs. Gargantua" (madame Gargantua).
Le film Mon copain Buddy, avec Rene Russo dans le rôle de Gertrude Lintz, est librement adapté des premières années de Gargantua/Buddy et d'autres gorilles de Madame Lintz, comme Massa (gorille détenant le record de longévité en captivité, âgé de 54 ans).

## Premières années
Gargantua est né à l'état sauvage au Congo belge dans les environs de 1929. Au début de la décennie 1930 des missionnaires offrirent le gorille au capitaine Arthur Phillips. Il plut beaucoup au capitaine, qui l'appela "Buddy" (mon pote). Il vécut dans le navire du capitaine et devint populaire parmi une grande partie des membres de l'équipage. Cependant, un matelot, qui avait bu et qui désirait se venger de la discipline stricte du capitaine, jeta de l'acide nitrique au visage de Buddy. Cela ne tua pas le gorille mais le rendit presque aveugle et certaines séquelles physiques et mentales restèrent, ce qui rendit son comportement plus agressif.
Incapable de faire face à une telle agressivité, le capitaine le donna à Gertrude Lintz, une riche excentrique qui s'occupait d'animaux malades à Brooklyn. Son mari, le docteur Bill Lintz, lui diagnostiqua une double pneumonie. Madame Lintz pris soin de Buddy jusqu'à ce qu'il ait retrouvé la santé, au point même de devoir mâcher sa nourriture. Elle s'occupait de Buddy et d'autres singes comme si c'était ses propres enfants et fit même à Buddy de la chirurgie plastique (qui lui donna une grimace permanente). Madame Lintz était connue pour conduire dans Brooklyn aux côtés de Buddy habillé, installé sur le siège passager. Cependant cette conduite eut des conséquences négatives en 1937. Buddy, effrayé par la foudre, brisa sa cage et grimpa sur le lit de sa "mère" pour qu'elle le protège. Il pesait environ 208 kg. Peu de temps après madame Lintz prit contact avec John Ringling.

## Attraction de cirque
Ringling acheta Buddy à M. Lintz (pour moins de 10 000 $) et changea son nom en "Gargantua", une idée de son épouse. Le cirque des Frères Ringling et Barnum & Bailey, ayant de nombreux problèmes financiers depuis la Grande Dépression, firent très vite la promotion de leur nouvelle attraction. Parmi leurs annonces extravagantes, on pouvait lire :
- "Le plus grand gorille jamais montré !"
- "La créature vivante la plus terrifiante du monde !"
- "Le gorille le plus grand et le plus féroce jamais présenté aux yeux de l'homme civilisé !"
- "L'unique gorille totalement civilisé jamais vu sur ce continent !"

Indépendamment de la véracité de ces slogans, Gargantua attira des millions de personnes et à lui seul sauva le cirque.
La compagnie Crane construisit une cage spéciale pour Gargantua, hermétique et avec l'air conditionné, conçue pour maintenir Gargantua à l'intérieur et les maladies des visiteurs dehors. 
Sa première apparition publique eut lieu en avril 1938 et fut recueillie par le Time : apparaissant en quatorzième parmi un spectacle de 26 numéros, Gargantua était transporté autour du jardin dans son wagon aux vitres épaisses et à air conditionné, tiré par six chevaux blancs. Robuste et féroce, il regardait de manière menaçante ce qu'il y avait de l'autre côté de la vitre. Il fut décrit par Frank Buck (collectionneur d'animaux) comme "la plus féroce, terrible et dangereuse de toutes les créatures vivantes". Gargantua monopolisait le spectacle. Sa supposée agressivité et violence furent exagérées pour la publicité du cirque. Par exemple, le Time au début de la même année, écrivit : "Gargantua le Grand, écrivit le chroniqueur gargantuesque Heywood Broun il y a trois semaines, "c'est la chose d'une apparence très féroce que j'ai vu sur ses deux pattes. Et sans doute, sa force et sa férocité impressionnaient encore plus parce que [cette chose] ressemblait énormément à un parent éloigné. On ne permettait à personne de s'approcher de sa cage, car Gargantua était capable d'atteindre plus d'un mètre et demi à travers les barreaux et d'attraper un visiteur, car il les détestait". Il se pourrait que ce ne soit pas le gorille le plus âgé en captivité du monde (depuis la mort du monstre du Zoo de Berlin, beaucoup de zoos ont réclamé cet honneur pour leurs gorilles) mais c'est un des plus rancuniers. La semaine dernière, le vice-président exécutif du cirque, le jeune John Ringling North, cousin de John ("Three-Ring") Ringling, vérifiait les affiches du quartier d'hiver du cirque à Sarasota. Ignorant imprudemment les panneaux d'avertissement, il s'appuya sur les barreaux de la cage de Gargantua pour se reposer. Gargantua l'atteignit, ne réussit pas à le saisir, mais lui tordit le bras droit vers l'intérieur de la cage. Il le mordit et lui comprima le bras jusqu'à ce que le dresseur Richard Kroner, fit diversion en frappant le gorille avec une barre de fer.
En 1941, il fut mis en binôme avec un autre gorille femelle, Toto (abréviation de Mitoto ou M'Toto), qui était annoncée par "Mrs. Gargantua" (madame Gargantua). Cependant, la relation ne donna pas fruit et ils vécurent chacun dans des cages séparées.

## Mort
Gargantua mourut en novembre 1949 d'une double pneumonie. L'autopsie réalisée à l'hôpital Johns Hopkins révéla que Gargantua souffrait de plusieurs maladies au moment de sa mort, dont une maladie de la peau et quatre molaires avec des caries et sur le point de tomber. Son squelette a été donné au Musée Peabody d'histoire naturelle en 1950, mais il est exposé seulement lors d'occasions particulières.

## Caractéristiques physiques
Il mesurait 1,68 m. Les différentes sources estiment le poids de Gargantua entre 250 et 271 kg. 
Quand il fut présenté pour la première fois au public il avait 7 ans. On disait alors qu'il pesait 208 kg ; Le poids moyen des gorilles des terres basses à l'état sauvage atteint seulement 199 kg.